# Боголюбов, Николай Михайлович (математик)
Николай Михайлович Боголюбов (род. 30 ноября 1950) — математик и физик, -теоретик, доктор физико-математических наук, профессор, ведущий научный сотрудник лаборатории математических проблем физики Санкт-Петербургского отделения Математического института имени В. А. Стеклова РАН.
Работает в Санкт-Петербургском отделении Математического института им. В. А. Стеклова РАН. Должность в настоящее время — ведущий научный сотрудник лаборатории математических проблем физики.
Зав. кафедрой математической физики и теории информации Университета ИТМО.

## Научная деятельность
Разработал алгебраический подход к вычислению корреляционных функций для нелинейных квантовых моделей в двумерном пространстве-времени.

### Основные работы
Автор и соавтор автор свыше 150 научных работ, в том числе двух монографий. Соавтор книги:
- Корреляционные функции интегрируемых систем и квантовый метод обратной задачи: монография / Н. М. Боголюбов, А. Г. Изергин, В. Е. Корепин; Под ред. Л. Д. Фаддеева. — М.: Наука, 1992. — 240 с. — ISBN 5-02-014626-7, англ. издание «Quantum inverse scattering method and correlation functions» (Cambridge University Press), которая выдержала несколько изданий.

Редактор книг:
- Вопросы квантовой теории поля и статистической физики. 23 // Зап. научн. сем. ПОМИ. — 433 / Ред. Н. М. Боголюбов, Е. В. Дамаскинский. — 2015. — 264 с.
- Вопросы квантовой теории поля и статистической физики. 18 // Зап. научн. сем. ПОМИ. — 317 / Ред. Н. М. Боголюбов, Е. В. Дамаскинский. — 2004

## Семья[1]
- Бабушка работала редактором в журнале «Огонёк».
- Дядя — математик, академик РАН Н. Н. Боголюбов.
- Отец — лингвист-иранист, академик РАН М. Н. Боголюбов.